# Daiki Hashioka
Daiki Hashioka (橋岡 大樹 Hashioka Daiki?), född 17 maj 1999 i Saitama prefektur, är en japansk fotbollsspelare som spelar för Luton Town. Han spelar även för det japanska landslaget.

## Karriär
Den 30 januari 2024 värvades Hashioka av Luton Town.